# Jelovica (płaskowyż)
Jelovica – płaskowyż w Słowenii, położony we wschodniej części Alp Julijskich.
Jest obszarem krasowym zbudowanym z wapienia i dolomitu. Rozpościera się pomiędzy rzeką Savą Bohinjką (zachód), wsiami Kamna Gorica i Kropa (wschód) a rzeką Selška Sora (południe). Jego najwyższym wierzchołkiem jest Partizanski vrh (1411 m n.p.m.). Porośnięty jest lasem mieszanym (bukowo-jodłowo-świerkowym).